# Ловко устроился
«Ловко устроился» (англ. Sitting Pretty) — кинофильм режиссёра Уолтера Лэнга, вышедший на экраны в 1948 году. Экранизация романа Гвен Дэвенпорт «Бельведер». Лента получила премию Гильдии сценаристов США за лучшую американскую комедию (Ф. Хью Херберт), «Золотую медаль за фильм года» от журнала Photoplay, а также была номинирована на премию «Оскар» за лучшую мужскую роль (Клифтон Уэбб).

## Сюжет
Кинги — обычная американская семья, живущая в пригороде. Гарри работает адвокатом в городе, а Тэси присматривает за хозяйством и детьми. Однако ей всё труднее справляться самой, поскольку трое сорванцов требуют постоянного внимания. После того, как не выдерживает и со скандалом увольняется очередная няня, Кинги решают дать объявление в газету. Вскоре они получают ответ от некой Линн Бельведер и приглашают её на работу. К их удивлению Линн Бельведер оказывается мужчиной, который к тому же характеризует самого себя ни много ни мало «гением». Хотя его самоуверенность вызывает поначалу сомнения, вскоре Кингам удаётся во всей полноте оценить многочисленные таланты мистера Бельведера...

## Роли исполняют
- Роберт Янг — Гарри Кинг
- Морин О'Хара — Тэйси Кинг
- Клифтон Уэбб — Линн Бельведер
- Ричард Хэйдн — Кларенс Эпплтон
- Луиза Оллбриттон — Эдна Филби
- Рэнди Стюарт — Пегги
- Эд Бегли — Горацио Хэммонд
- Ларри Олсен — Ларри Кинг
- Джон Расселл — Билл Филби
- Бетти Линн — Джинджер
- Уиллард Робертсон — мистер Эшкрофт
- Чарльз Арнт — мистер Тейлор
- Гертруда Астор — горожанка (в титрах не указана)